# Хитрово (род)
Хитрово́ (Хитрые, Хитровы, Хитрой) — древний дворянский род татарского происхождения.
При подаче документов (22 мая 1686 года) для внесения в «Бархатную книгу» была предоставлена родословная роспись Хитрово. Документы подавал Иван Севастьянович Хитрого.
Род записан в VI часть родословных книг губерний: Владимирской, Курской, Калужской, Московской, Орловской, Тамбовской, Тверской, Тульской и др.
Есть ещё несколько дворянских родов Хитрово более позднего происхождения.
От владений дворян Хитрово получили название в Москве Хитровская площадь и Хитровский переулок.

## Происхождение и история рода
Родоначальник — татарский мурза Эду-хан (Едуган) по прозванию Сильно-Хитр, выехал со своим младшим братом Салахмиром в 1371 году из Золотой Орды в Рязанское княжество к великому рязанскому князю Олегу Ивановичу и принял крещение под именем Андрей Мирославович, получил в рязанском княжестве вотчину — деревню Брагино.
В иночестве Едуган получил имя Анфим, в схиме — имя Иоанн.
Потомки Едугана жили в Рязанском княжестве, а с присоединением его к Московскому княжеству (1521) перешли на службу к великому князю московскому Василию III Ивановичу. Взамен рязанских вотчин получили поместья в Вязьме, Калуге, Москве и других уездах.
Вяземские помещики: Лопата да Офонасей Прокофьевы, Гридя да Денис Васильевы дети Хитрова — опричники Ивана IV Васильевича Грозного (1573).
В 1620 году царём Михаилом Фёдоровичем дворянам Хитрово за их службы выдана Дворянская грамота и жалованы поместья, в том числе село Григоровское в Перемышльском уезде, где после разорения в Смутное время Лютикова Троицкого Перемышльского монастыря, усердием боярина Б. М. Хитрова, монастырь был восстановлен и стал родовой усыпальницей для многих представителей рода. В данном монастыре хранился синодик, заведённый в 1654 году и в котором была записана родословная роспись от родоначальника.
Возвышение рода произошло (1648), когда Богдан Матвеевич Хитрово получил титул окольничего, ближнего боярина, затем стал ближним стольником у царя Алексея Михайловича Романова, с окладом 550 четвертей и деньгами 25 рублей, участник походов (1653—1656).
Его [Едугана] младший брат — Салахмир, выехавший одновременно с ним, — родоначальник Апраксиных, Вердеревских, Крюковых, Ханыковых, Шишкиных и др. Потомки Андрея Мирославовича сначала назывались «Хитрый», потом прозвание трансформировалась в «Хитрово».
Род продолжил начатую родоначальником служение Богу. Так, в течение двух столетий, из 11 поколений дворянского рода Хитрово происходило: монахов — 16, монахинь — 5 (также числилось: схимников — 59, схимниц — 62; однако, большинство из них, по традиции допетровской аристократии, принимали схиму на смертном одре). В ряду святых состоит святой чудотворец, происходящий из рода Хитровых — Лаврентий Калужский. В данном синодике записана в конце XVI века: «Королева инокиня Марфа», именуемой схимницей о которой больше нет данных, но титул Королева даёт предположение, что она была замужем за Польско-Литовским королём.

## Родословная роспись
В Родословной книге рода Хитрово имеется Родовая роспись рода: «К Великому Князю Олегу Иоанновичу Рязанскому выехали изъ Большой Орды два брата родные: большой Едуганъ сильно-хитр, отъ него пошли Хитрые а меньшой Едугановъ братъ Солохмиръ и отъ него пошли иные роды. Едуганъ сильно-хитр у него дети: Тимофей да Семенъ. У Тимофея Едуганова сына дети Иванъ да Андрей бездетенъ. А у Семена Едуганова сына, сынъ Иванъ. А у Ивана Тимофеева сына дети Яковъ, Прокопий, Гаврила, Димитрий. У Якова Иванова сынъ Елизаръ. У Елизара Яковлевича дети Михаил, Семен, Василий бездетен, убит подъ Москвою въ Королевичевъ приход, Дементий Елизарович по прозвищу Темка, убит въ Бѣлъ-городе, въ товарищахъ былъ у Князя Боярина Петра Ивановича Буйносова-Ростовского, убитъ за то, что вору разстригъ креста не цаловал: Матвей Елезарович. У него сынъ Богдан Матвеевич бездетен, пожалован въ комнату блаженныя памяти при Государѣ, Царѣ и Великом Князѣ Михаилѣ Федоровичѣ всея России въ 143 (1635) году, въ комнатѣ же былъ блаженныя памяти при Государъѣ, Царѣ и Великом Князѣ Алексеѣ Михайловичѣ всея великия и Малыя и Белыя России Самодержцъ и въ 154 (1646) году былъ полковым воеводою и у валоваго дѣла въ Керенском и въ 155 (1647) году былъ съ полками и строил новый городъ Корсунь съ пригороды и за ту службу пожалован въ Окольничие, в 156 (1648) году за ту же службу дана ему вотчина въ Царевъ-Санчурскомъ село Городище …. В 156 (1648) году за строительство г. Симбирск пожалован вотчиной в 500 дворов. В 170 (1662) году пожалован титулом „Боярин“ к имеющимся титулам „Дворецкий и Оружейный“. 

## Синодальный список родословия 1851
В синодальном списке родословий (1851), в главе № 16, имеется запись: Род Салнахиров, от него Кончеевы, Вердеревские, Крюковы. Приехал к великому Князю Рязанскому Мирославича из большие Орды, и одного брата убили Татарове на поле, а за другого брата дал Князь великий Рязанский сестру свою Настасью за Ивана за Лохмира; а у Ивана сын Григорий; а у Григорья Ивановича дети: Григорий, да Михайло Обумал, да Кончей, да Костянтин; и от Григорья пошли Вердеревские, а от Михаила от Обумалы пошли Крюковы да Шишкины, а от Кончея Кончеевы. Дувановы, Пороватые, Ротаевы, Базаровы. В данном документе указано, что брат Салахмира — Эдухан по прозванию Сильно-Хитр погиб в бою. Иные родословия такой информации не содержат.

## Описание гербов

#### Герб. Часть I. № 57.
Описание герба: Посреди щита, имеющего красное поле, изображена дворянская золотая корона, сквозь которую выходят две положенные крестообразно шпаги, остроконечиями обращённые к верхним углам, и между ними в нижней части щита восьмиугольная серебряная звезда.
Щит увенчан дворянским шлемом и короной с тремя страусовыми перьями. Намёт на щите красный, подложенный серебром. Герб внесён в Общий гербовник дворянских родов Российской империи, часть 1, стр. 57.

#### Герб Богдана Матвеевича Хитрово
1) В Гербовнике Анисима Титовича Князева имеется запись: Герб Хитрово являлся одним из первых дворянских гербов, бытовавших в России. Вошедшие в него эмблемы начали употребляться в семье не позже 1660 год. На серебряной тарелке, принадлежащей боярину и оружничему Богдану Матвеевичу Хитрово, занимавшему эту должность в 1667—1676 г. изображались три скрещенных меча, из которых средний меч держала рука. Предмет этот хранится в оружейной палате, по запросу В. К. Лукомский провел в 1920 году его атрибуцию. Писарскую заверенную копию герба Хитрово: „Общего гербовника дворянских родов Всероссийской империи“ от 08 марта 1799 года.
2) В описании и исследованиях книги: „Большая Государственная книга“ или, как ещё её принято называть „Титулярник“ (Царский титулярник) имеется запись: В собраниях РГАДА сохранилось несколько рукописных книг аналогичного происхождения в красных бархатных переплетах, но с более скромными металлическими деталями — два экземпляра книги о бракосочетании царя Алексея Михайловича с Натальей Кирилловной Нарышкиной поскольку в центре богатой заставки — изображение принятого им герба — три пера в короне, аналогичное помещенному на царской грамоте ему, хранящейся в Государственном музее Московского Кремля.

## Калужская икона Божией Матери
Род Хитрово отмечен явлением чудотворной иконы (1748) в доме помещика Василия Кондратьевича Хитрово в селе Тиньково. На этой иконе Богоматерь соблаговолила предстать в облике поразительно схожим с прижизненным портретом последней русской царицы Евдокии Лопухиной, в монашеской одежде с раскрытой книгой, написанном во время её пребывания в Покровском монастыре, почти за 40 лет до обретения сей святыни. Икона является заступницей Калужской земли.

## Известные представители
- Никита Прокофьевич Хитрово-Лопата — подписался на приговорной грамоте (1566) об объявлении войны польскому королю.
- Хитрово Василий Елизарович — убит (1618) под Москвой, «в королевичев поход».
- его брат Дементий Елеазарович, по прозванию Темка, убит (1604) за то, что «вору расстриге креста не целовал».
  - сын последнего Савостьян Дементьевич († 1662) — ранен во время осады Смоленска в 1632 году, а затем был воеводой в разных городах.
- Хитрово Неустрой Семёнович — воевода в Перемышле (до 1616).
- Хитрово: Варфоломей Михайлович и Александр Андреевич — болховские городовые дворяне (1627—1629).
- Хитрово: Фёдор и Степан Ивановичи — алексинские городовые дворяне (1627—1629).
- Хитрово: Тимофей и Тарас Клементьевичи — калужские городовые дворяне (1627—1629).
- Хитрово Савелий Семёнович — алексинский городовой дворянин (1627—1629), воевода в Ельце (1645—1647).
- Хитрово Алферий Семёнович — воевода в Карачеве (1626), алексинский городовой дворян (1627—1629), воевода в Перемышле (до 1634), московский дворян (1636—1640).
- Хитрово Григорий Семёнович — алексинский городовой дворянин (1627—1629), московский дворянин (1640), воевода в Пронске (1636—1637), в Серпейске (1638—1640), в Шацке (1647—1649).
- Хитрово Епифан (Епиш) Клементьевич († 1640) — воевода в Мосальске (1620), московский дворянин (1627—1640). Его брат Тарас Клементьевич, калужский городовой дворянин, известен своей верностью московскому царю в смутную эпоху.
- Михаил Григорьевич, — стольник, будучи воеводой в Рыльске, выдержал (1662) двухнедельную осаду крымских татар.
- Иван Савостьянович Большой (1624—1697) — стольник (1658—1686), участник виленского похода (1655), воевода на Дону и в Киеве, участник подавления бунта Стеньки Разина, начальник Монастырского приказа (1676) и Расправной палаты (1689), воевода в Каргополье (1678).
- Брат его Александр Савостьянович († 1686) — стольник, думный дворянин, участник литовского похода (1654—1656), воевода в Свияжске (1659), по неизвестной причине подвергся опале и был послан воеводой на Терек (1680).
- Хитрово Яков Тимофеевич — московский дворянин (1640—1658), думный дворянин (1665—1668), воевода в Ефремове (1647), в Карпове (1651), в Змиёве (1656), в Шацке (1670).
- Хитрово Данила Варфаламеевич — стольник (1640—1658), воевода в Саратове (1659—1660).
- Хитрово Фёдор Иванович — воевода в Венёве (1647—1649), московский дворянин (1658).
- Хитрово Осип Степанович — воевода в Лихвине (1651).
- Хитрово Иван Севастьянович Меньшой — стряпчий (1658), стольник (1658—1692), воевода в Верхотурье (1656—1658).
- Хитрово Венидикт Яковлевич — стряпчий (1658), стольник (1665—1692), воевода в Уфе (1676—1677).
- Хитрово: Саввостьян Тёмкин и Семён Алексеевич — московские дворяне (1658—1676).
- Хитрово Никита Савельевич — стольник царицы Марии Ильиничны (1658), думный дворянин (1682—1692).
- Иван Богданович (ок 1620—1682) — стольник, думный дворянин и боярин, дядька царевича Фёдора Алексеевича.
- Софрон Алферьевич († 1701) — стольник (1658—1676), участник литовского похода (1653—1656) и усмирения бунта Степана Разина, воевода в Вятке (1657-58).
- Хитрово Фёдор Григорьевич — московский дворян (1658—1668), воевода в Чернавском остроге (1651).
- Хитрово Дмитрий Варфаламеевич — московский дворянин (1658—1668), воевода в Белёве (1659).
- Хитрово Василий Алферьевич — стольник (1658—1676). воевода в Кольском остроге (1671).
- Хитрово Пётр Степанович — московский дворянин (1658—1668), воевода на Ваге (1671).
- Хитрово Пётр Савельевич — стольник (1662—1668), комнатный стольник (1676), думный дворянин (1682—1692).
- Хитрово Антип Фёдорович — московский дворянин (1671—1677), воевода в Ярополче (1678).
- Хитрово Никита Савинович — стольник царицы Натальи Кирилловны (1671—1676), комнатный стольник царя Фёдора Алексеевича (1677), воевода в Нежине (1689), думный дворянин.
- Хитрово Сергей Александрович — стольник (1671), комнатный стольник царя Фёдора Алексеевича (1676), стольник царицы Натальи Кирилловны (1676).
- Авраам Иванович († 1698) — думный дворянин, воевода в Курске и Нежине (1689), участник крымского похода 1689 года.
- Хитрово Борис Сафронович — комнатный стольник царя Ивана V Алексеевича (1676—1692).
- Хитрово Лука Сафронович — стольник царицы Прасковьи Фёдоровны (1676—1686), стольник (1687—1692).
- Хитрово: Илья и Иван Никитичи, Василий Иванович — стольники царицы Прасковьи Фёдоровны (1686—1692).
- Хитрово: Осип Неустроевич, Лаврентий Тарасович, Кузьма Петрович, Леонтий Макеевич, Иван Степанович, Иван Дмитриевич, Степан Большой, Степан Меньшой, Фома, Игнатий и Григорий Григорьевичи, Прокофий Фёдорович — московские дворяне (1671—1692).
- Хитрово: Михаил Богданович, Иван Петрович, Иван Антипович, Дмитрий Васильевич, Василий Степанович, Андрей Григорьевич, Андрей и Александр Лаврентьевичи — стряпчие (1682—1692).
- Хитрово: Фёдор Александрович, Семён Саввинович, Прокофий Тимофеевич, Пётр Фёдорович, Пётр Севастьянович, Лев Иванович, Иван Семёнович, Иван Васильевич, Данила Антипович, Софрон Алферьевич, Пётр, Афанасий Варфаламеевич, Фёдор, Фадей, Василий и Богдан Лаврентьевичи, Василий и Андрей Осиповичи, Андрей Михайлович — стольники (1658—1692)[14][15].
- Николай Федорович (1771—1819) — генерал-майор, в 1815—1817 годах посланник во Флоренции, собиратель картин.
- Пётр Саввич († 1713) — думный дворянин, дед Пётра Никитича, владелец усадьбы Подлипичье[16].
- Алексей Андреевич (1700—1756) — советник комендантской экспедиции, камергер, генерал-лейтенант.
- Пётр Никитич (1698—1767) — генерал-майор (1746), обер-егермейстер (1753), тайный советник (1755).
- Яков Лукич († 1771) — президент вотчинной коллегии, сенатор.
- Пётр Васильевич († 1793) — депутат от болховского дворянства в комиссии для составления проекта нового уложения (1767), президентом коллегии экономии (1775—1769), заведующий соляной конторой, сенатор[17].